# Acrolophus hypophaea
Acrolophus hypophaea är en fjärilsart som beskrevs av Edward Meyrick 1923. Acrolophus hypophaea ingår i släktet Acrolophus och familjen Acrolophidae. Inga underarter finns listade i Catalogue of Life.